# Golena San Vitale e Golena del Lippo
Golena San Vitale e Golena del Lippo este o arie protejată (arie specială de conservare — SAC, sit de importanță comunitară — SCI) din Italia întinsă pe o suprafață de 69 ha, integral pe uscat.

## Localizare
Centrul sitului Golena San Vitale e Golena del Lippo este situat la coordonatele 44°32′46″N 11°18′50″E / 44.546111°N 11.313889°E.

## Înființare
Situl Golena San Vitale e Golena del Lippo a fost declarat sit de importanță comunitară în iulie 2002 pentru a proteja 17 specii de animale. Situl a fost protejat și ca arie specială de conservare în martie 2019.

## Biodiversitate
Situată în ecoregiunea continentală, aria protejată conține 5 habitate naturale: Galerii de Salix alba și de Populus alba, Lacuri eutrofice naturale cu vegetație de tip Magnopotamion sau Hydrocharition, Ape stătătoare oligotrofe până la mezotrofe, cu vegetație de Littorelletea uniflorae și/sau de Isoëto-Nanojuncetea, Râuri cu maluri nămoloase cu vegetație de Chenopodion rubri p.p. și Bidention p.p., Liziere de ierburi înalte hidrofile de câmpie și de nivel montan până la alpin.
La baza desemnării sitului se află mai multe specii protejate:
- păsări (14): pescăruș albastru (Alcedo atthis), rață mare (Anas platyrhynchos), egretă mare (Ardea alba), stârc cenușiu (Ardea cinerea), egretă mică (Egretta garzetta), muscar-gulerat (Ficedula albicollis), găinușă de baltă (Gallinula chloropus), rândunică (Hirundo rustica), privighetoare (Luscinia megarhynchos), codobatura galbenă (Motacilla flava), stârc de noapte (Nycticorax nycticorax), grangur (Oriolus oriolus), turturică (Streptopelia turtur), corcodel mic (Tachybaptus ruficollis)
- amfibieni (1): Triturus carnifex
- nevertebrate (1): fluturele purpuriu (Lycaena dispar)
- reptile (1): țestoasa de baltă (Emys orbicularis)

Pe lângă speciile protejate, pe teritoriul sitului au mai fost identificate 5 specii de amfibieni, 4 specii de mamifere, 2 specii de nevertebrate, 1 specie de reptile.